# Michal Peškovič
Michal Peškovič est un footballeur slovaque né le 8 février 1982 à Partizánske. Il évolue au poste de gardien de but, son club actuel est le Cracovia

## Palmarès
- Vainqueur de la Coupe de Slovaquie : 2007
- Finaliste de la Supercoupe de Slovaquie : 2007
- Finaliste de la Coupe de Pologne : 2012